# Empoasca fabae

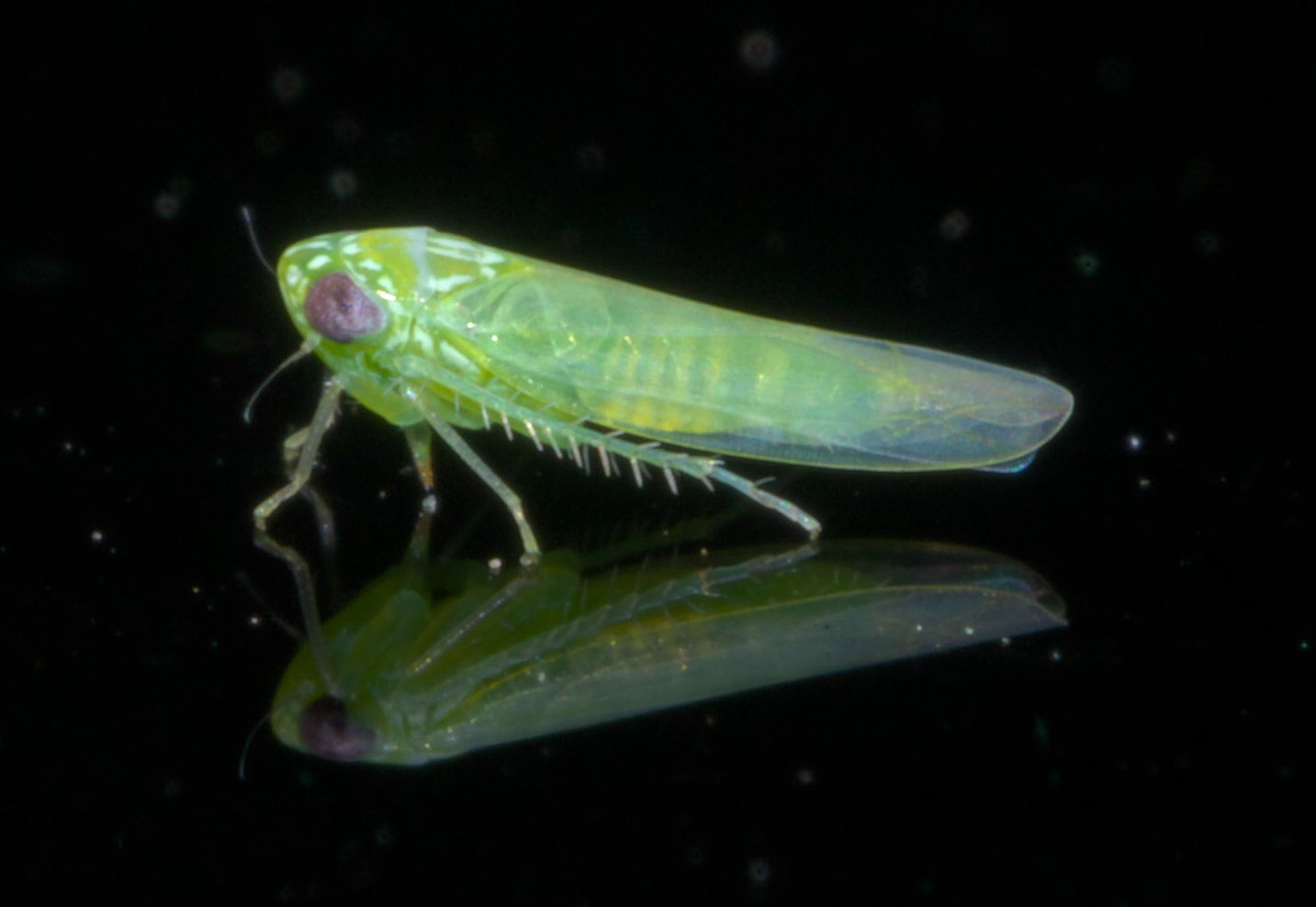
Empoasca fabae

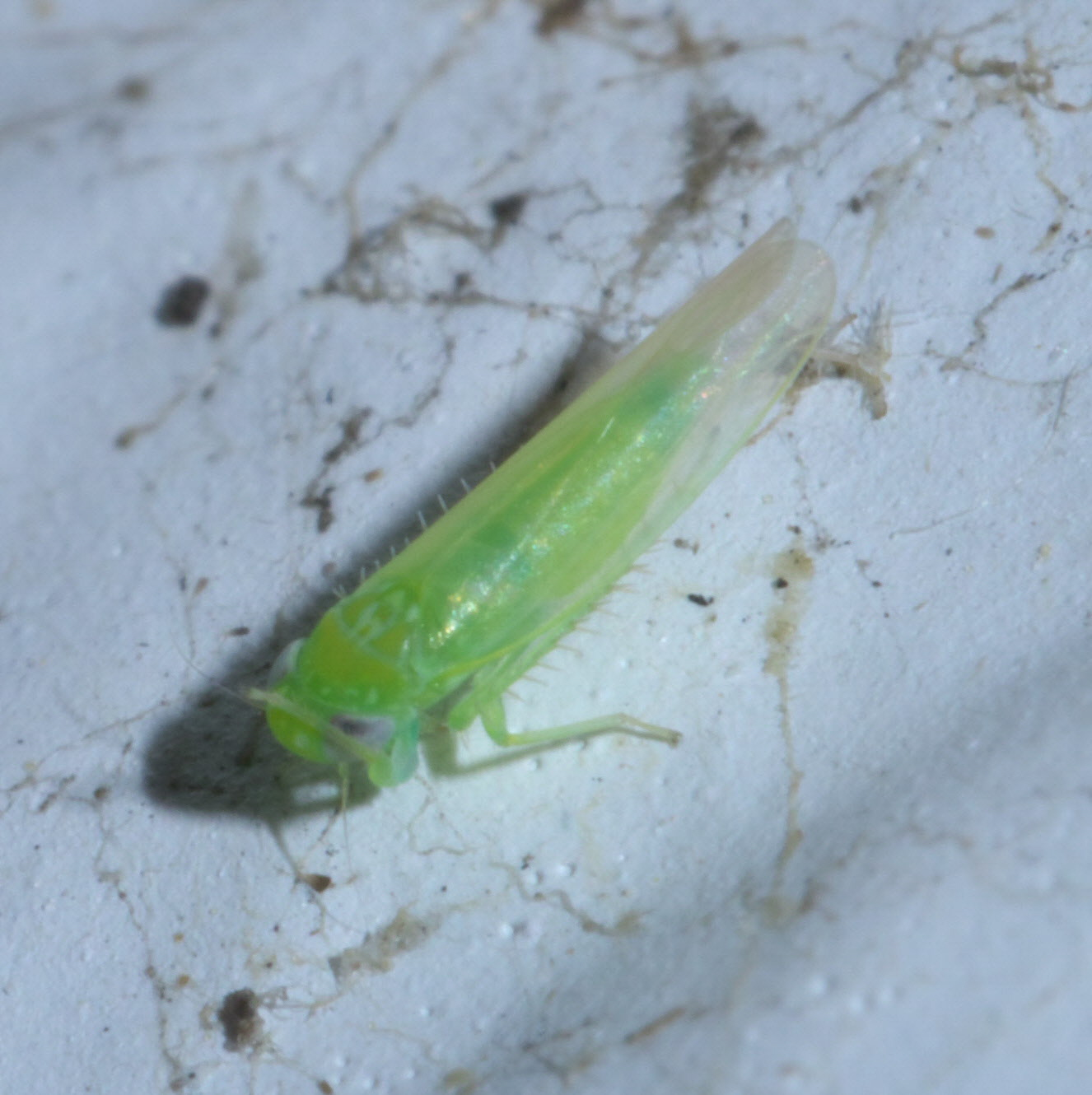
Empoasca fabae, tamaño: 3.3 mm

Empoasca fabae, cotorrita de la papa  o saltahojas verde es un insecto de la familia Cicadellidae y el género Empoasca en el orden Hemiptera. Es una plaga de la agricultura en Norteamérica. Causan millones de dólares de daños anuales. Principalmente atacan a las papas, trébol, arvejas, manzanas y alfalfa.

## Descripción
El adulto tiene cuerpo verde pálido iridiscente con seis a ocho manchas blancas en el pronoto. Hay una marca característica con forma de "H" entre la cabeza y la base de las alas. Tienen una vena transversal en las alas cerca del extremo. Miden aproximadamente 3 mm de largo. Los adultos y las ninfas se tralsladan a saltos; mientras que solo los adultos pueden volar.

## Dieta
Se alimentan de una gran variedad de plantas, por lo menos 200 especies en 26 familias; la mayoría (64%) son plantas herbáceas. Los adultos prefieren alimentarse en las hojas y tallos, mientras las ninfas prefieren las hojas. Al igual que otros cicadélidos, sus piezas bucales están especializadas para perforar el tejido vegetal y succionar la savia. Su capacidad de alimentarse en gran variedad de plantas hospederas se debe a variaciones en sus comportamientos alimentarios.

## Migración
Empoasca fabae es una especie migratoria anual. Si vuelan de noche les lleva dos o tres días llegar a su destino de verano. Hacen uso de los vientos para realizar un transporte pasivo. La dirección de los vientos predominantes determina su distribución de verano. Los vientos predominantes son de dirección norte, noreste hacia las regiones norte y central de los Estados Unidos. Factores tales como temperaturas elevadas y sequía contribuyen a una mayor distribución o dispersión. En cambio, temperaturas bajas y mayores precipitaciones y condiciones ambientales desfavorables son factores que pueden detener el movimiento inmigratorio hacia el norte. En el verano tardío los frentes de frío parecen actuar como estímulos para retirarse. Al encaminarse al sur son atrapados en los frentes fríos que los llevan hacia el sur o suroeste, a sus regiones de invernación.

## Hábitat y distribución
Están distribuidos en Norte y Sudamérica, desde Canadá hasta la Argentina. La distribución y movimientos migratorios en Norteamérica están mejor estudiados.

### Invierno
No toleran el frío por eso emigran hacia el sur en Norteamérica cuando enfría. Los adultos pasan el invierno en los bosques del Golfo de México y en los estados sureños de los Estados Unidos. Se han encontrado poblaciones en el este de Texas y Oklahoma, en Virginia, Luisiana, Florida, Georgia, Carolina del sur y del norte, Alabama, Tennessee, Arkansas y Misisipi. En las diferentes estaciones se alimentan de legumbres herbáceas o de árboles caducos.

### Verano
En verano se extienden por el medio oeste y este de Estados Unidos y Canadá. En Canadá se los encuentra solo en la región de los grandes lagos. Están adaptados a una diversidad de hábitats. Solo alrededor del 32% de los individuos se encuentran en campos de cultivos. El resto se encuentra en bosques, praderas, terrenos abandonados y parques.

## Desarrollo y reproducción
Las hembras producen varios huevos por día y los insertan en los tallos de plantas nutricias. Tienen varias generaciones por año.

### Diapausa
Antes de emigrar hacia el sur entran en diapausa reproductiva. Empoasca fabae comienza a entrar en diapausa a fines de julio. La población entera permanece en ese estado durante su migración e invernación. Este período de diapausa termina a mediados de enero o en febrero y entonces llegan a la madurez sexual.